# Incantesimo (film 1938)
Incantesimo (Holiday) è un film del 1938 diretto da George Cukor, remake di Holiday, pellicola del 1930 diretto da Edward H. Griffith.
L'opera è stata adattata da Donald Ogden Stewart e Sidney Buchman da Holiday, commedia di Philip Barry che aveva debuttato a Broadway il 26 novembre 1928.

## Trama
Johnny Case, un giovane di umili origini, una volta affermatosi, si ritrova a essere combattuto fra il proprio stile di vita e le rigide tradizioni dei Seton, una ricchissima famiglia newyorkese che è quella della sua nuova fidanzata, Julia, conosciuta durante una crociera. Johnny finirà però con l'innamorarsi, ricambiato, della sorella di lei, Linda, proprio perché caratterialmente completamente diversa da Julia.

## Produzione
Il film, che fu prodotto dalla Columbia Pictures Corporation, venne girato dal 24 febbraio al 22 aprile 1938 con i titoli di lavorazione Unconventional Linda e Vacation Bound .
Per il sonoro, venne usato il sistema monofonico Western Electric Mirrophonic Recording.

### Cast
Edward Everett Horton (1886–1970): recita nello stesso ruolo che aveva interpretato nella versione del 1930. Il personaggio di Linda Seton è liberamente basato su quello della ricca esponente del jet set dell'epoca Gertrude Sanford Legendre.

## Distribuzione
Il copyright del film, richiesto dalla Columbia Pictures Corp., fu registrato il 27 maggio 1938 con il numero LP8052.

## Riconoscimenti
Il film valse una candidatura per l'Oscar alla migliore scenografia a Stephen Goosson e Lionel Banks.